# El Paperer (Cardona)
El Paperer o molí del Calvet és una antiga colònia tèxtil al terme municipal de Cardona (Bages), catalogada com a bé cultural d'interès local.

## Història
En aquest indret hi havia hagut, des del segle x, un antic molí, conegut com de Bellestar o d'en Calvet, el qual es va convertir en molí paperer al segle xviii. Des del 1753, era propietat de l'Hospital de Cardona i de la Comunitat de Preveres de la parroquial de Sant Miquel de Cardona, al 50% cadascú. Ambdues institucions havien millorat les instal·lacions amb un molí paperer, que va funcionar fins al desembre de 1885, i al mateix temps, vers el 1815, en van començar la transformació del molí en fàbrica de filats i teixits, amb l'arrendament a Josep Martí i Estela. Amb la desamortització de Madoz (1855), la meitat parroquial passà a ser propietat de l'Estat.
El 7 de novembre de 1884, Cristòfor Viladamat va comprar la meitat de l'Estat i Ramon Comte Serra va comprar l'altra meitat a l'Hospital Civil de Cardona per 17.760 pessetes. Viladamat i Comte, que ja eren propietaris de la fàbrica de La Costa, van transformar el molí en una fàbrica tèxtil. A partir d'aquest moment, va seguir les mateixes vicissituds que la fàbrica de La Costa. De fet, entre els socis es van establir lligams de parentiu i Ramon Comte es va casas amb Maria Viladamat i Solanes, germana de Cristòfor Viladamat. Josep Comte i Viladomat fou proclamat fill il·lustre de Cardona, ja que va pagar la construcció de l'Ajuntament i quan va morir va deixar una quantitat per a tots els seus obrers.

## Descripció
Està situada a les proximitats del riu Cardener, a l'extrem sud del terç central del Pla de les Hortes, conegut com el Pla de Ballestar. L'accés es fa des de la carretera de les Hortes, en un entorn envoltat de camps de conreu en explotació.
El Paperer és un conjunt d'edificis industrials de tres plantes. Les cobertes són de teula àrab però les inclinacions varien en funció de la secció del volum que ocupen i l'ús que tenen. Tanmateix, en tot el conjunt, es pot diferenciar un ampli ràfec i amb aquest, filades de biguetes voladisses. En aquest sentit, la coberta predominant s'observa a la primera nau, que, amb l'alçat a manera de planta basilical, té un pis més i sobre el carener d'aquesta, hi ha un campanar d'espadanya d'un sol ull. D'altra banda, en tres dels quatre angles del conjunt arquitectònic, hi destaquen unes torres de secció quadrangular, amb quatre nivells i la coberta de pavelló. El parament dels edificis està realitzat a partir de carreus irregulars, de dimensions petites, poc escairats, disposats a filades i lligats amb morter de calç. Als trams on es situen les caixes d'escala, en canvi, el parament està arrebossat i a les cadenes cantoneres, es forma a partir de blocs de carreus, més grans, regulars i ben escairats.
Les obertures són d'arc escarser, emmarcades amb maó disposat a sardinell i es distribueixen a les façanes seguint una simetria força regular, pròpia de l'arquitectura industrial del segle xix. Les finestres són fixes i amb vidriera emplomada però, en alguns casos, estan tapiades per filades de maons a la vista o arrebossats. Les portes d'accés són metal·líques i compten amb dos batents. Les quatre façanes que conformen les torres, compten amb una finestra d'ull de bou al capdamunt del mur, igual que la present a la testera, sota el campanar d'espadanya.